# Moroka Swallows
Moroka Swallows FC (adesea cunoscut sub numele de simplu Swallows sau Păsările) este un club de fotbal profesionist din Africa de Sud cu sediul în Soweto, în orașul Johannesburg din provincia Gauteng. Fondat în 1947, Swallows este unul dintre cele două cluburi originale din Soweto, care alături de Orlando Pirates formează cel mai cunoscut derby al orașului Soweto.

## Istoria clubului
Păsări, destul de logic atunci când ne numim swallows, ceea ce înseamnă „rândunici” în engleză. Fondat în 1947, Moroka Swallows este unul dintre cele două cluburi originale din Soweto (împreună cu  Orlando). Moroka este numele districtului Soweto unde cei 3 fondatori Johnny ‘Walker’ Kubeka, Ishmael Lesolang și Strike Makgatho se plimbau regulat și urmăreau potențiali viitori tineri fotbaliști testându-i cu o minge de tenis. Potrivit lui Strike Makgatho, care a depus mărturie în timpul celei de-a 60-a aniversare a clubului, trio-ul a început prin formarea unei echipe formate din 11 jucători. Odată găsiți, trio-ul și jucătorii s-au adunat pentru a căuta un nume pentru noua echipă pe care o formau. Deși unii susțin că numele echipei a fost decis prin tragere la sorți, unul dintre jucători, Carlton Moloi, spune o poveste cu totul diferită. Cineva ar fi venit cu numele de măturători, care aproape a câștigat acceptarea, când un alt jucător a venit cu o altă propunere și aceea ca echipa să primească numele de rândunici. El ar fi susținut că rândunelele zboară mai sus și cuceresc mai mult spațiu decât măturele banale. Argumentul a fost atât de convingător încât a fost adoptat numele Moroka Swallows. Bineînțeles că pasărea a ajuns pe logo clubului. Au apărut și alte porecle derivate, cum ar fi păsările frumoase sau păsările Dube (păsările Dube, un cartier din Soweto care a fost baza clubului).

## Palmares
| Național | Competiții  | Cea mai bună clasare | Sezoane                      |
| -------- | ----------- | -------------------- | ---------------------------- |
| Național | Prima ligă  | Campioni             | 1965                         |
| Național | Prima ligă  | Locul :              | 1993, 2012                   |
| Național | Prima ligă  | Locul :              | 2007                         |
| Național | A doua ligă | Campioni             | 2020                         |
| Național | Cupa        | Campioni             | 1983, 1989, 1991, 2004, 2009 |
| Național | Cupa        | Finalistă :          | 1980                         |
| Național | MTN 8       | Campioni             | 1976, 1979, 2012             |
| Național | MTN 8       | Finalistă :          | 1974, 1982, 1984, 2003, 2010 |
| Național | Cupa Ligii  | Finalistă :          | 1986, 1989                   |